# Sikorsky S-58
Il Sikorsky S-58 era un elicottero da trasporto prodotto dall'azienda statunitense Sikorsky Aircraft Corporation negli anni Cinquanta e rimasto in servizio attivo sino alla fine degli anni Settanta. Ultimo degli elicotteri con motore a pistoni prodotti in quantità dalla Sikorsky, l'S-58 fu un altro cavallo vincente della casa americana negli anni Cinquanta e diede prove evidenti delle sue capacità nel conflitto vietnamita.

## Storia
Il prototipo fu realizzato a seguito di una specifica della US Navy espressamente concepita per la lotta antisommergibile, più avanzata dell'S-55, da impiegare a bordo di portaerei, uniche unità in quel periodo idonee ad imbarcare aeromobili. Designato XHSS-1, volò per la prima volta l'8 marzo 1954 e già in settembre era pronto il primo esemplare di serie con il soprannome di Seabat nella versione hunter-killer, cioè tanto con equipaggiamento di ricerca quanto di lotta antisom, con sonar, cariche di profondità e siluri autocercanti. Vennero realizzate due versioni dell'elicottero base: l'HSS-1 e l'HSS-1N, quest'ultima concepita nel ruolo “ognitempo” ed era stata dotata di più sofisticate apparecchiature per il volo IFR; questo tipo di elicottero era dotato di sonar AQS-4 e siluri Mk 43 da 10". L'Aviazione dei Marines lo adottò nel 1957 come Seahorse e l'Esercito nel 1955 come Choctaw nella versione di trasporto in grado di accogliere 16 uomini completamente equipaggiati oppure 1.350 kg di carico. I Marines ricevettero circa 500 S-58 in versione utilità (HUS-1 e 1A) e sottoversioni di questo modello furono fornite anche all'US Coast Guard con galleggianti per operazioni anfibie. Con l'unificazione delle sigle militari statunitensi nel 1962, la sigla divenne H-34A.
In tutto la Sikorsky costruì 1.821 esemplari della famiglia S-58, compresi i modelli civili, mentre la Sud Aviation in Francia ne produsse altri 135 per l'Armée de Terre e l'Aéronavale. La Westland inglese lo produsse su licenza con la designazione Wessex con la sostituzione del motore a pistoni con una turbina.
Sikorsky ha anche prodotto i corredi per la trasformazione di 146 esemplari in una particolare versione, S-58T, equipaggiata con una coppia di turbomotori Pratt & Whitney Canada PT6 accoppiati in configurazione Twin Pac. Fra le forze aeree che hanno scelto l'elicottero S-34 nelle sue varie versioni vi sono quelle di Argentina, Germania Federale, Indonesia, Italia e Thailandia.
Circa 200 esemplari civili e militari erano ancora in servizio nel mondo all'inizio del 2001.

## Utilizzatori
Argentina
- Aviación Naval

 Australia
 Belgio
- Marina belga

 Brasile
 Cambogia
 Canada
 Cile
 Costa Rica
 Francia
- Armée de l'air
- Aéronautique navale

 Germania
- Luftwaffe
- Heeresfliegertruppe
- Marineflieger

 Grecia
 Haiti
- Haiti Air Corps

 Indonesia
 Italia
- Marina Militare

Operò con almeno 15 esemplari nelle varie designazioni.
 Iran
- Niru-ye Havayi-ye Shahanshahiy-e Iran

 Iran
- Niru-ye Havayi-ye Artesh-e Jomhuri-ye Eslami-e Iran

 Israele
- Israeli Air Force

 Giappone
- Japan Maritime Self-Defense Force
- Japan Coast Guard

 Katanga
- Katangese Air Force

 Laos
- Royal Lao Air Force

 Paesi Bassi
- Aviazione navale

 Nicaragua
 Filippine
 Perù
 Vietnam del Sud
- Forza aerea della Repubblica del Vietnam per un totale di 34 CH-34 per il 219th Squadron KingBee (Ape Regina).

 Spagna
 Taiwan
 Turchia
 Thailandia
 Stati Uniti
- U.S. Air Force
- U.S Army
- U.S. Marine Corps
- U.S. Navy
- U.S. Coast Guard

 Uruguay

## L'elicottero Sikorsky SH-34 nella Marina Militare
La Marina Militare nel 1958 ordinò alla Sikorsky i primi tre HSS-1 con l'approssimarsi dell'entrata in servizio dei primi due incrociatori portaelicotteri della classe “Doria” che vennero sbarcati a Brindisi il 10 marzo 1959 in contenitori di legno che dopo essere stati assemblati vennero trasferiti a Catania presso il 1º Gruppo, che nello stesso anno era stato trasferito da Augusta all'aeroporto di Fontanarossa; il terzo esemplare del primo lotto giunse in Italia solamente il 25 febbraio 1961, sbarcato a Napoli dalla portaerei USS Shangri-la, mentre i primi due HSS-1N assegnati in conto MDAP giunsero il 25 ottobre 1961 a Catania a bordo di una nave mercantile e gli altri quattro previsti consegnati nei primi mesi del 1962 e nello stesso anno venne cambiata la designazione dei velivoli con gli HSS-1 designati SH-34G e gli HSS-1N designati SH-34J, in conformità al Department of Defense degli Stati Uniti che il 6 luglio 1962 decise l'adozione di un sistema unificato per contraddistinguere il tipo ed il ruolo degli aerei e degli elicotteri della US Navy dell'USAF e dell'US Army.
Al termine di questa prima fase la dotazione completa era di nove esemplari, costituiti da tre HSS-1 e sei HSS-1N, tutti identificati con ordine progressivo della matricola militare con numeri progressivi da 21 a 29; successivamente arrivarono altri due SH-34J mentre perso per incidente uno il terzo dei tre HSS-1, l'esemplare MM 80237, e nei primi mesi del 1964 venne adottata una nuova colorazione degli elicotteri e il sistema dell'identificazione ottica.
La caratteristica di questo elicottero maggiormente apprezzata dai piloti italiani, addestrati sugli AB-47, fu la capacità del mezzo a mantenere automaticamente l'hovering, poiché quando i neo-piloti ed operatori della Marina Militare iniziarono ad esercitarsi negli anni cinquanta a bordo degli AB-47G/J erano costretti ad eseguire l'hovering
 manualmente.

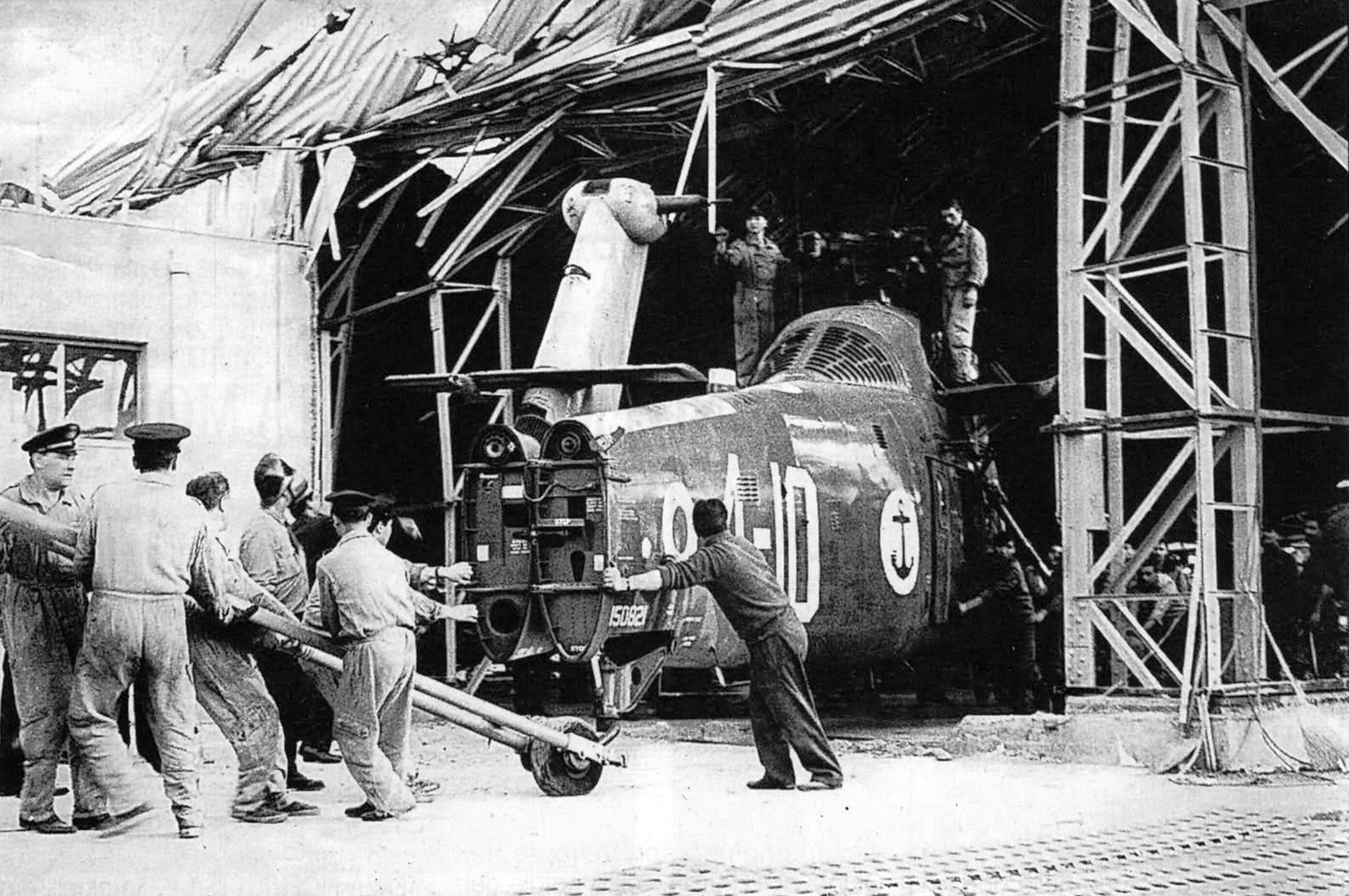
Elicottero Sikorsky SH-34J MM 150821 mentre viene portato in salvo dal personale, dopo la distruzione dell’hangar da parte del ciclone

Il 31 ottobre 1964 una violenta tromba d'aria si abbatté sull'aeroporto di Catania interessando gli hangar del 1º Gruppo; particolarmente colpiti furono i Seabat, a causa di un corto circuito elettrico che innescò un incendio, le cui fiamme fusero letteralmente le leghe leggere di cui erano costituiti gli elicotteri, risparmiando solamente il motore. Dei dieci elicotteri Seabat in quel momento in dotazione alla Marina Militare solo due si salvarono, gli esemplari 4-04 (MM149082) e 4-05 (MM149083) perché imbarcati sul Doria, impegnato insieme alla nave trasporto truppe Etna nella crociera in Estremo Oriente mentre il 4-10 (MM150821) rimase danneggiato in maniera talmente estesa da essere sottoposto ad un lavoro esteso di ricostruzione in Belgio, venendo poi ricodificato 4-03 dopo il ritorno in servizio, per non lasciare buchi di numerazione tra questo mezzo ed i rimpiazzi arrivati dagli Stati Uniti. La tromba d'aria colpì anche l'hangar dell'Aeronautica Militare Italiana situato a fianco di quello dato in uso alla Marina Militare, distruggendo una sezione di S-2F Tracker della Marina olandese in quel periodo rischierata a Catania per operare con l'87º Gruppo. Subito dopo la catastrofe furono immediatamente donati dagli Stati Uniti tre esemplari di SH-34G ritirati direttamente dal ponte di volo della portaerei Saratoga all'ancora nel Golfo di Napoli chiamati “Calmieri” dagli equipaggi per le loro condizioni di volo particolarmente usurate, privati delle apparecchiature antisom e utilizzati per compiti di ricerca e soccorso sulle portaerei americane, che presero la codifica da 4-06 a 4-08 e rimasero in servizio per poco tempo in quanto non considerati allo stesso standard degli altri esemplari e perché provati da un'attività molto intensa con la Marina degli Stati Uniti e vennero affiancati ed in seguito sostituiti da altri sei elicotteri SH-34J nuovi di fabbrica codificati da 4-09 a 4-14, che gli Stati Uniti cedettero, per colmare le perdite, tra il 1964 ed il 1967.
A partire dall'autunno 1969 con l'arrivo a Catania dei più moderni SH-3D Sea King i Seabat vennero progressivamente trasferiti presso il 5º Gruppo elicotteri che era stato costituito presso la nuova base elicotteri della Marina di Luni - Sarzana in provincia di La Spezia. Il Gruppo con l'arrivo dei Seabat, non più validi per l'impiego come mezzi antisommergibili, iniziò un periodo di collaborazione con il COMSUBIN e con il Battaglione "San Marco"; con la rimozione degli apparati antisommergibile ormai obsoleti, i Seabat vennero trasformati in elicotteri da trasporto per gli incursori del COMSUBIN e per gli uomini del "San Marco" per i quali venne modificata agli inizi del 1971 la poppa dell'Andrea Bafile per imbarcare stabilmente almeno due di questi elicotteri, che operarono fino al 30 giugno 1979, data della radiazione definitiva degli ultimi tre velivoli in servizio.